# تپه رضوان (مشهد)
تپه رضوان؛ نام تپه‌ای باستانی مربوط به دورهٔ اسلامی - سده ۶ تا ۱۲ قمری است و در شهرستان مشهد، ۱۷ کیلومتری جنوب‌شرقی توس واقع شده و این اثر در تاریخ ۱۲ تیر ۱۳۸۴ با شمارهٔ ثبت ۱۲۰۷۸ به‌عنوان یکی از آثار ملی ایران به ثبت رسیده‌است.